# Гофман, Карл Фридрих
Карл Фридрих Фольрат Гофман (нем. Karl Friedrich Vollrath Hoffmann; 15 июля 1796, Старгарт, Померания (ныне Бург-Штаргард, Мекленбург-Передняя Померания) — 13 августа 1842, Штутгарт) — немецкий учёный-географ, картограф, писатель

, редактор, педагог. Доктор философии. Видный популяризатор географической науки в Германии.

## Биография
Сын шорника. Выпускник берлинской гимназии Иоахимсталь.
С 1812 года обучался в университете Берлина.
После окончания работал преподавателем в учебных заведениях швейцарского учёного-педагога и филантропа Филиппа Эммануила фон Фелленберга в Мюнхенбухзе (Швейцария).
Затем по приглашению геолога Бернхарда фон Котта отправился в Штутгарт, где стал директором географического института. В 1829 году прошёл процедуру хабилитации — получения высшей академической квалификации и служил в преподавателем в университете Мюнхена. Из-за откровенных комментариев о католицизме вскоре потерял свою должность в Мюнхене и вернулся в Штутгарт, где умер в нужде за несколько дней до приглашения на должность преподавателя в Санкт-Петербург и Дерпт.
Вместе с Александром фон Гумбольдтом и Генрихом Бергхаусом редактировал географический журнал «Летопись земли, международные и государственные исследования» (Annalen der erd, völker- und staatenkunde).
Занимался литературной деятельностью. Автор ряда сочинений в области географии. Его основные работы: «Земля и её обитатели», 1825; «Германия и её жители», 1833; «Отечество немцев», 1839; «Народы Земли», 1840; а также несколько школьных учебников и отдельных географических карт, выполненных для геодезиста и топографа Иоганна Георга Лемана.

## Избранная библиография
- Ueber die Zerstörung der Römerstädte am Rhein zwischen Lahn und Wied, (2 изд., 1823).
- Umrisse zur Erd- und Staatenkunde vom Lande der Deutschen (1823).
- Deutschland und seine Bewohner: Ein Handbuch der Vaterlandskunde für alle Stände, (1834-36, 4 тома).
- Die Erde und ihre Bewohner: Ein Hand- und Lesebuch für alle Stände, (4 изд., 1835).
- Europa und seine Bewohner: Ein Hand- und Lesebuch für alle Stände, (1835-40, 8 томов).
- Die Völker der Erde, ihr Leben, ihre Sitten und Gebräuche, (1840, 2 тома).
- Hertha, Einleitung in die Erdkunde, (1840-41, 2 тома).